# Piojó
Pour les articles homonymes, voir Piojo.
Piojó est une municipalité située dans le département d'Atlántico, en Colombie.

## Démographie
Selon les données récoltées par le DANE lors du recensement de la population colombienne en 2005, Piojó compte une population de 4 874 habitants.

## Liste des maires
- 2016 - 2019 : Wilmer Jiménez Torregrosa
- 2020 - 2023 : Omaira Gonzalez Villanueva